# 인도의 기후

기후 분류에 따른 인도 지도

인도의 기후는 드넓은 지리적 규모와 다양한 지형을 통해 다양한 기후로 구성되어 있으며 일반화하기는 어려운 편이다.
인도는 국토의 대부분이 열대에 속하나, 곳에 따라 기후가 달라진다. 동부와 서부는 특히 강수량에서 차가 심한데 동부의 페라픈디는 연간강우량이 1만mm를 넘어 세계 제일이지만 서부에서 강우량이 200mm 에도 미달한다. 북부와 남부에서는 기온의 변화에서 큰 차이가 나타난다. 예컨대 뉴델리에서는 연중 가장 더운 달과 추운 달 사이에 19.8ºC나 온도의 차이가 생기지만 남쪽의 마드라스에서는 8.2ºC에 불과하다.

## 같이 보기
- 인도의 지리